# Десја
Десја (фр. Dessia) насеље је и општина у источној Француској у региону Франш-Конте, у департману Јура која припада префектури Лон ле Соније.
По подацима из 2011. године у општини је живело 68 становника, а густина насељености је износила 14,66 становника/km². Општина се простире на површини од 4,64 km². Налази се на средњој надморској висини од 616 метара (максималној 671 m, а минималној 510 m).

## Демографија
| 1962. | 1968. | 1975. | 1982. | 1990. | 1999. | 2011. |
| ----- | ----- | ----- | ----- | ----- | ----- | ----- |
| 83    | 83    | 83    | 72    | 61    | 70    | 68    |

График промене броја становника у току последњих година